# 古爾根·馬爾加良
古爾根·馬爾加良（1978年9月26日—2004年2月19日）是一名亞美尼亞陸軍中尉，他於2004年在匈牙利布达佩斯參加北大西洋公約組織和平夥伴關係計劃舉辦的英語研習課程時，被參加同課程的亞塞拜然中尉拉米爾·沙法羅夫持斧頭殺死。馬爾加良被葬於葉里溫的耶拉伯勒軍人公墓，葉里溫的街頭設有他的紀念胸像。

## 早年生活
古爾根·馬爾加良於1978年出生於葉里溫，中學畢業於葉里溫第122中學，後於亞美尼亞國立工程大學獲工程學士學位。1999年－2001年服義務兵役後，馬爾加良成為亞美尼亞軍隊的一名中尉。

## 遇害
2004年1月11日，馬爾加良前往匈牙利布达佩斯參加北大西洋公約組織和平夥伴關係計劃舉辦、為期三個月的英語研習課程，2月19日凌晨他於睡夢中被參加同課程的亞塞拜然中尉拉米爾·沙法羅夫持斧頭殺死。馬爾加良當時的室友鮑拉日·庫提（Balázs Kuti）回想事發前一晚約9點30分，馬爾加良出門去拜訪同來自亞美尼亞的學員哈伊克·馬庫奇揚（Hayk Makuchyan），自己則較早就寢，凌晨時他發現有人開了燈，本以為是馬爾加良回到房間，卻看到沙法羅夫持斧頭站在馬爾加良的床邊：
當時我看見到處都是血，意識到有恐怖的事發生，我朝那個亞塞拜然人大吼，要他停止，他說他對我沒有意見且不會碰我，多砍了古爾根幾下後才離開房間。他的表情看似是為完成了一件重要的事而感到高興。
驗屍結果顯示沙法羅夫朝馬爾加良的頭部砍了16下，幾乎將他的頭從身上砍下，且稍早匈牙利警方的報告表示他也在馬爾加良的胸部砍了數次。殺死馬爾加良後，沙法羅夫本想再去殺害馬庫奇揚，但因後者的房門上鎖而未能得逞。同時庫提連忙跑出房間報警，警方迅速趕到，將沙法羅夫逮捕。審訊時沙法羅夫坦承自己殺害了馬爾加良。一位布達佩斯警員表示這起謀殺殘忍的程度「非比尋常」。

### 案件後續

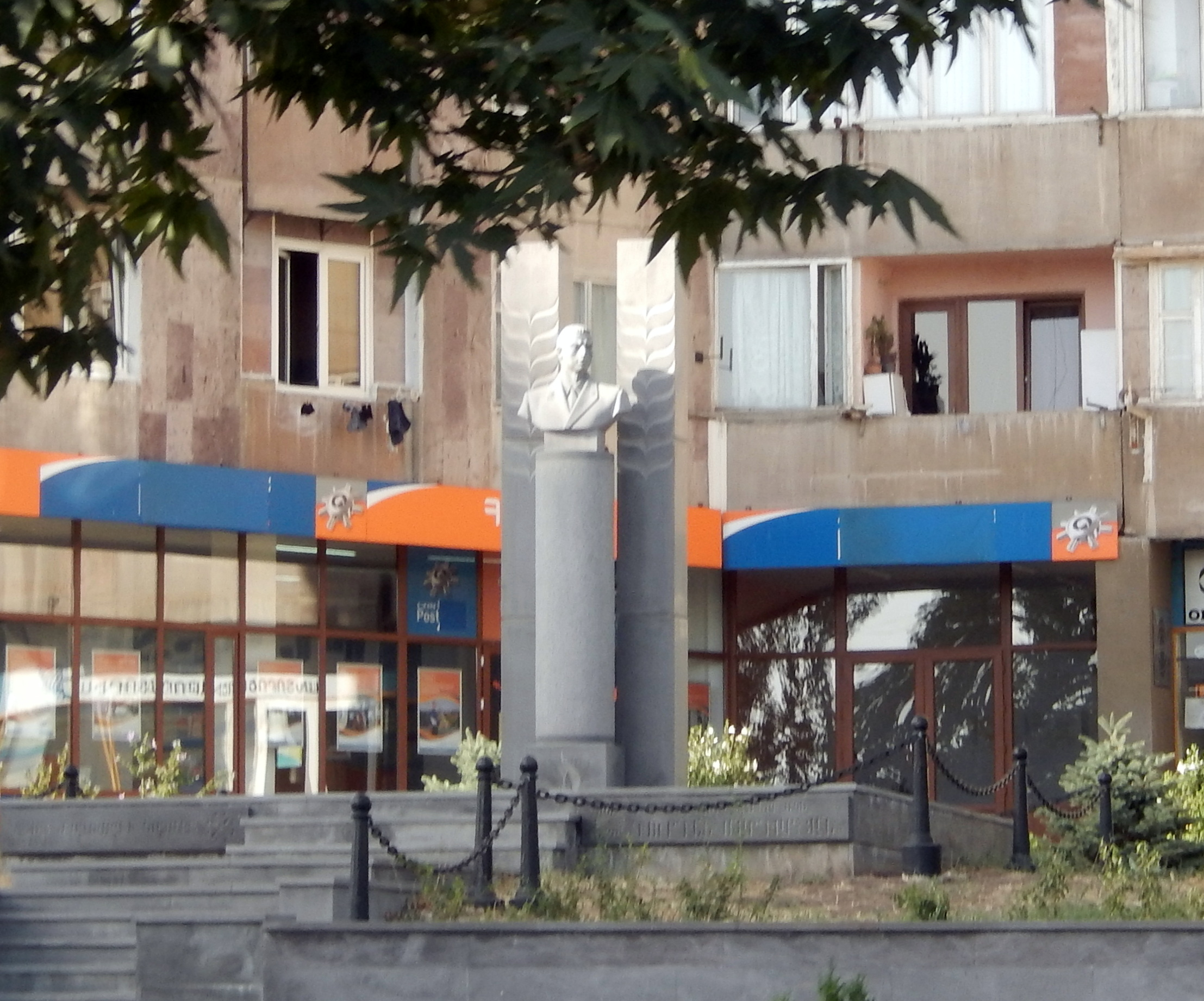
位於葉里溫的古爾根·馬爾加良紀念胸像

審判期間沙法羅夫的律師企圖說服法官他在纳戈尔诺-卡拉巴赫战争中受到心理創傷，因此心理狀態不穩定，患有創傷後壓力症候群，不過這與沙法羅夫關於他在1992年－1996年曾於巴庫與土耳其就學的自陳不符。亞塞拜然醫師對他做的心理健康檢查顯示他的精神狀態並非完全正常，但有另一項檢查結果認為他在犯案時精神穩定，法官選擇相信了後者。一名亞塞拜然醫師稱他與沙法羅夫交談時得知其犯案動機是認為馬爾加良在其他國家代表面前侮辱了亞塞拜然國旗（有報導指為在其上撒尿），但在審訊與法庭審判時，沙法羅夫都自稱其犯案動機僅是因馬爾加良是亞美尼亞人。
2006年4月16日，法院判決沙法羅夫終身監禁，最早在2036年才能提出減刑申請，承審法官安德拉斯·沃什庫蒂（Andras Vaskuti）指出被告預謀犯案、手段殘酷且毫無悔意，因而對其從重量刑。沙法羅夫的律師上訴，但於2007年2月22日被法院駁回。
2012年8月，匈牙利政府同意將沙法羅夫引渡回亞塞拜然，讓他返國服完剩餘刑期，匈牙利政府表示亞塞拜然曾保證他會被繼續關押，但沙法羅夫一返抵亞塞拜然便得到總統伊利哈姆·阿利耶夫特赦，並受到英雄式的歡迎。對此亞美尼亞總統谢尔日·萨尔基相宣布暫停與匈牙利的外交關係。

## 身後

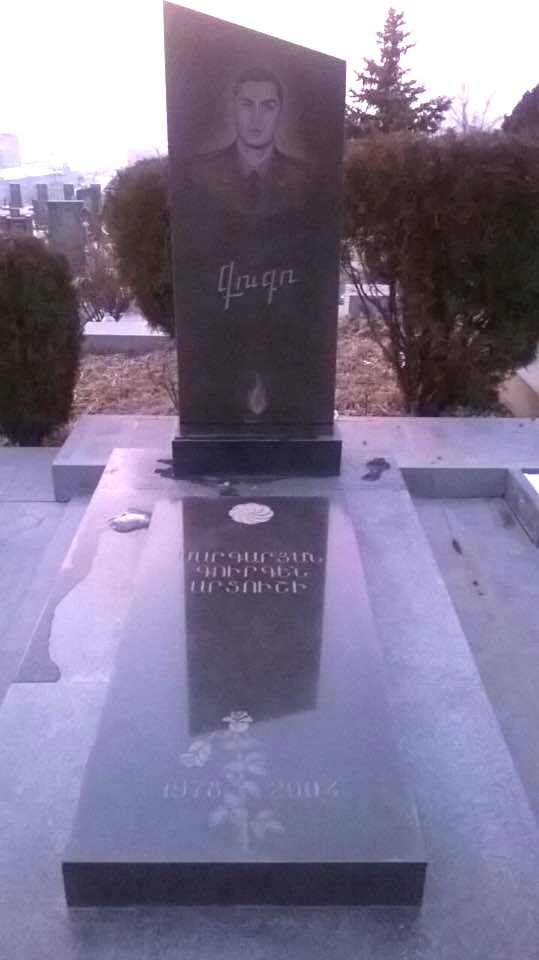
古爾根·馬爾加良之墓

古爾根·馬爾加良被葬於葉里溫的耶拉伯勒軍人公墓。2014年2月，亞美尼亞國防部長賽倫·奧尼安與數百位民眾前往致敬，奧尼安表示馬爾加良的遇害為「一次性的種族屠殺」。
2013年，馬爾加良的親戚與訓練營的同學哈伊克·馬庫奇揚向歐洲人權法院控告亞塞拜然與匈牙利政府，稱他們對謀殺案有責任，2020年5月，法院判決匈牙利政府沒有責任，亞賽拜然政府沒有直接責任，但譴責亞塞拜然政府的後續作為。
2013年9月，亞美尼亞首都葉里溫設立了一座古爾根·馬爾加良的紀念胸像。同月有媒體報導他的父親阿圖什·馬爾加良（Artush Margaryan）因自殺未遂而送醫急救，狀況一度危急，幾天後好轉，報導並沒有提及他企圖自殺的原因。